# 国益を考える会
国益を考える会（こくえきをかんがえるかい）は、民主党のグループ。

## 概要
吉良州司・長島昭久ら保守系の国会議員らにより結成された。菅直人首相の東日本大震災への対応に批判的であり、2011年4月25日の会合で福島第一原子力発電所事故への対応を批判、7月13日に菅の即時退陣を求める要望書を首相官邸に提出、7月15日に菅の即時退陣を求める決起集会を開催するなど、菅おろしの一翼を担った。8月29日の代表選では野田佳彦支持の方向が報じられた。
2009年初当選の議員を除く大半が永住外国人の地方参政権を慎重に考える勉強会と慰安婦問題と南京事件の真実を検証する会に所属しており、党内では保守派に位置するグループであった。

## 所属していた国会議員一覧
賛同議員は以下の11名。

### 衆議院議員
自由民主党
- 長島昭久[注 1]（8回、比例東京・東京30区）

日本維新の会
- 杉本和巳[注 2]（5回、比例東海・愛知10区）

無所属
- 吉良州司[注 3]（7回、大分1区）
- 北神圭朗[注 4]（5回、京都4区）

### 元衆議院議員
民進党
- 網屋信介（1回、比例九州・鹿児島5区）

希望の党
- 勝又恒一郎[注 5]（1回、比例南関東・神奈川15区）

自由民主党
- 鷲尾英一郎[注 6]（6回、比例北陸信越）
- 長尾敬[注 7]（3回、大阪14区）

日本維新の会
- 山本剛正[注 8]（2回、比例九州・福岡1区）

無所属
- 石関貴史[注 9]（4回、比例北関東・群馬2区）

### 元参議院議員
無所属
- 金子洋一（2回、神奈川県）